# Molodjoschnaja Chokkeinaja Liga B
Die Molodjoschnaja Chokkeinaja Liga B (russisch Первенство Молодёжной хоккейной лиги) ist eine multinationale Juniorenliga im Eishockey, die 2011 als zweite Ligenstufe der Nachwuchsliga der Kontinentalen Hockey-Liga, Molodjoschnaja Chokkeinaja Liga, gegründet wurde.

## Teilnehmer
| Saison                       | 2011/12 | 2012/13 | 2013/14 | 2014/15 | Teilnahmen |
| Teilnehmer                   | 19      | 31      | 28      | 31      | Teilnahmen |
| ---------------------------- | ------- | ------- | ------- | ------- | ---------- |
| Altayskie Berkuty Barnaul    | MHL B   | MHL B   | MHL B   | MHL B   | 4          |
| Angarsky Jermak              | MHL B   | MHL B   | MHL B   | MHL B   | 4          |
| Batyr Neftekamsk             | MHL B   | MHL B   | MHL B   | MHL B   | 4          |
| Dinamo-Raubitschy            | –       | –       | –       | MHL B   | 1          |
| Diselist Pensa               | MHL B   | MHL B   | MHL B   | MHL B   | 4          |
| Draguny Moschaisk            | –       | –       | –       | MHL B   | 1          |
| Elta Lipezk                  | –       | –       | MHL B   | MHL B   | 2          |
| Gornjak Utschaly             | –       | –       | MHL B   | MHL B   | 2          |
| HK Belgorod                  | –       | MHL B   | MHL B   | MHL B   | 3          |
| HK Brjansk                   | –       | –       | –       | MHL B   | 1          |
| HK Rossosch                  | –       | MHL B   | MHL B   | MHL B   | 3          |
| Junior-Sputnik Nischny Tagil | –       | MHL B   | MHL B   | MHL B   | 3          |
| Juschny Ural-Metallurg Orsk  | –       | –       | –       | MHL B   | 1          |
| Kometa Samara                | –       | –       | –       | MHL B   | 1          |
| Krasnojarskje Rysi           | MHL B   | MHL B   | MHL B   | MHL B   | 4          |
| Kristall Elektrostal         | –       | –       | –       | MHL B   | 1          |
| Kristall-Junior Saratow      | MHL B   | MHL B   | MHL B   | MHL B   | 4          |
| Loko-Junior Jaroslawl        | –       | –       | MHL B   | MHL B   | 2          |
| Metschel Tscheljabinsk       | –       | MHL B   | MHL B   | MHL B   | 3          |
| MHK Dmitrov                  | –       | MHL B   | MHL B   | MHL B   | 3          |
| MHK Selenograd               | MHL B   | MHL B   | MHL B   | MHL B   | 4          |
| Molnija Rjasan               | –       | MHL B   | MHL B   | MHL B   | 3          |
| Molot Perm                   | MHL B   | MHL A   | MHL A   | MHL B   | 2          |
| Platina Chișinău             | –       | MHL B   | MHL B   | MHL B   | 3          |
| Progress Glasow              | –       | –       | –       | MHL B   | 1          |
| Raketa Sarow                 | –       | MHL B   | MHL B   | MHL B   | 3          |
| SKA-Warjagi Wsewolschsk      | –       | –       | –       | MHL B   | 1          |
| Sputnik Almetjewsk           | –       | MHL B   | MHL B   | MHL B   | 3          |
| Titan Klin                   | –       | –       | –       | MHL B   | 1          |
| Tweritschi Twer              | –       | MHL B   | MHL B   | MHL B   | 3          |
| Žalgiris Vilnius             | –       | –       | –       | MHL B   | 1          |
| Baltica Vilnius              | MHL B   | MHL B   | MHL B   | –       | 3          |
| Berkuty Kubani Krasnodar     | –       | –       | MHL B   | MHL A   | 1          |
| HK Odinzowo                  | MHL B   | MHL B   | MHL B   | –       | 3          |
| Irbis Kasan                  | MHL B   | MHL B   | MHL B   | MHL A   | 3          |
| Ischewskaja Stal Ischewsk    | MHL B   | –       | MHL B   | –       | 2          |
| Jastreby Omsk                | –       | MHL B   | MHL B   | –       | 2          |
| Metallurg Mednogorsk         | MHL B   | MHL B   | MHL B   | –       | 3          |
| Prizma Riga                  | MHL B   | MHL B   | MHL B   | –       | 3          |
| HK Juniors Riga              | MHL B   | MHL B   | –       | –       | 2          |
| HK Tschelny                  | –       | MHL B   | MHL A   | MHL A   | 1          |
| Junior Kurgan                | –       | MHL B   | MHL A   | MHL A   | 1          |
| Ladja Togliatti              | MHL A   | MHL B   | MHL A   | MHL A   | 1          |
| Metalurgs Liepāja            | –       | MHL B   | –       | –       | 1          |
| Metallurg Serow              | –       | MHL B   | –       | –       | 1          |
| MHK Klin                     | MHL B   | MHL B   | –       | –       | 2          |
| Olympija Kirowo-Tschepezk    | MHL A   | MHL B   | MHL A   | MHL A   | 1          |
| Kristall Berdsk              | MHL B   | MHL A   | MHL A   | MHL A   | 1          |
| MHK Kazakhmys                | MHL B   | –       | –       | –       | 1          |
| Stalnije Lwy Tscheljabinsk   | MHL B   | –       | –       | –       | 1          |

## Titelträger
- 2012 Molot (Oktan) Perm
- 2013 Junior Kurgan
- 2014 Berkuty Kubani Krasnodar
- 2015 Rossosch Voronezh
- 2016 Gornjak Utschaly
- 2017 Gornjak Utschaly